# Întorsura Buzăului
Întorsura Buzăului (en hongarès: Bodzaforduló [ˈBodd͡zɒforduloː]) és una ciutat del comtat de Covasna, Transsilvània (Romania). Administra tres pobles: Brădet (Bredét), Floroaia (Virágospatak) i Scrădoasa.

## Geografia
La ciutat es troba a la part sud del comtat, a la frontera amb el comtat de Brașov, i es troba a la riba esquerra del Riu Buzău. El nom de la ciutat significa en romanès "la corba del Buzău"; rep el seu nom per haver estat situat prop d’un gran curvatura que fa el riu. El riu flueix inicialment cap al nord, però fa un gir sobtat cap al sud-est prop de la ciutat.
Întorsura Buzăului es troba a 750 m. d'altitud, en una depressió, envoltada per les muntanyes Întorsurii, Ciucaș i el massís Siriu.
La ciutat té uns 40 km al sud-est de la seu del comtat, Sfântu Gheorghe i 33 km al sud de Covasna. La travessa la carretera nacional DN10, que uneix Brașov amb Buzău. Aquesta carretera passa per les muntanyes dels Carpats i segueix la major part de la seva longitud pel riu Buzău. També hi ha un ferrocarril que uneix Brașov i Întorsura Buzăului que travessa el tunel de Teliu que creua les muntanyes Întorsurii; amb una longitud de 4.369.5 m, aquest és el túnel ferroviari més llarg de Romania.

## Població
En el cens romanès de 2011, la ciutat tenia 7.319 habitants, dels quals 7.265 eren ètnics romanesos, 37 eren ètnics hongaresos, i 12 ètnica romaní.
El Festival anual Ciobănașul (en català: petit pastor) té lloc a Întorsura Buzăului el primer diumenge de setembre i dura dos dies. Al festival, els visitants provenen de la ciutat i dels pobles dels voltants, i fins i tot d'altres comtats. El 2006, el president romanès Traian Băsescu va assistir al festival. Durant el festival, els assistents poden consumir aliments i begudes tradicionals romaneses i es diverteixen amb la música popular romanesa.

## Fills il·lustres
- Valeriu Bularca
- Gheorghe Tohăneanu

## Galeria

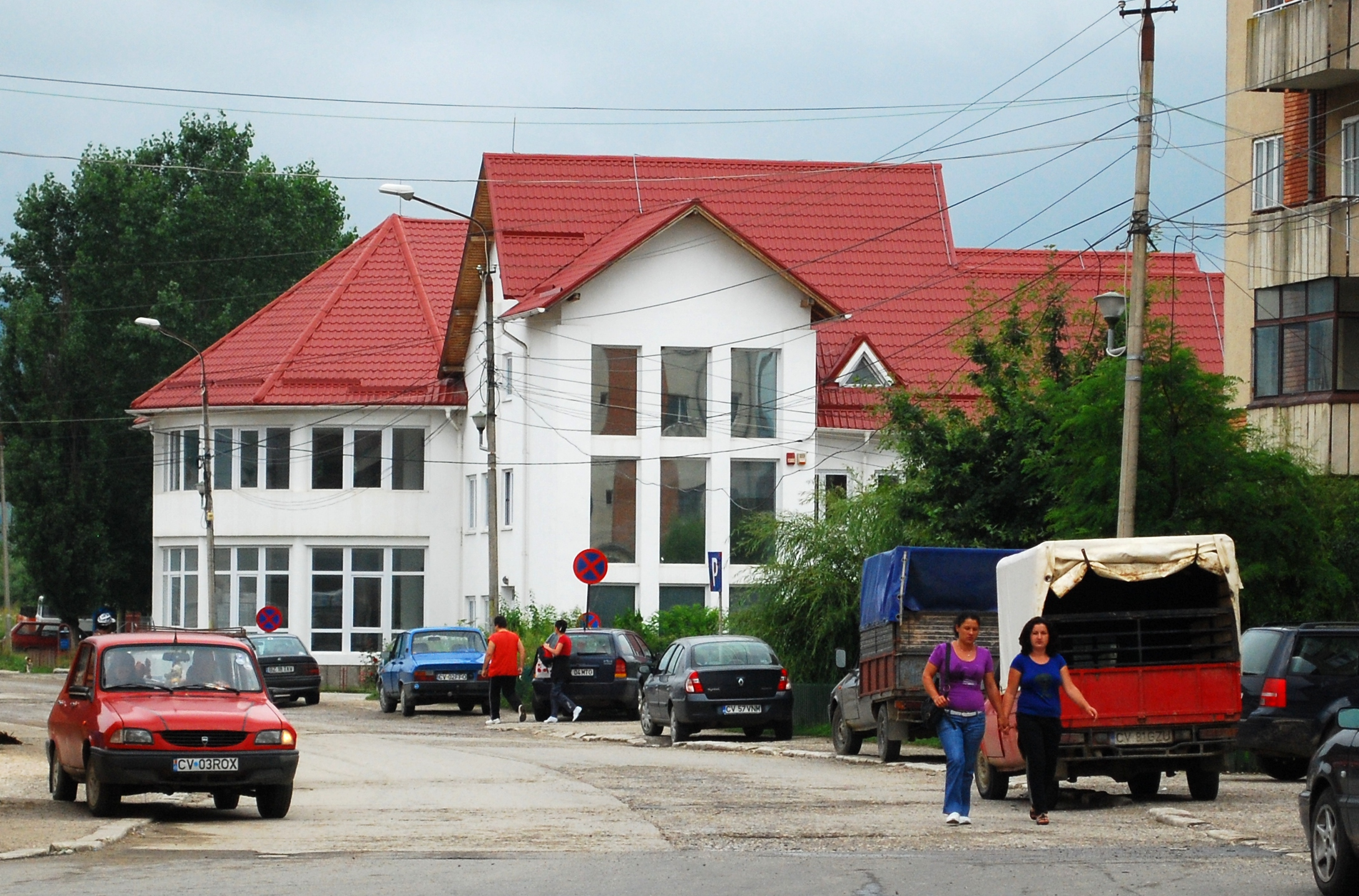
L'estació de ferrocarril
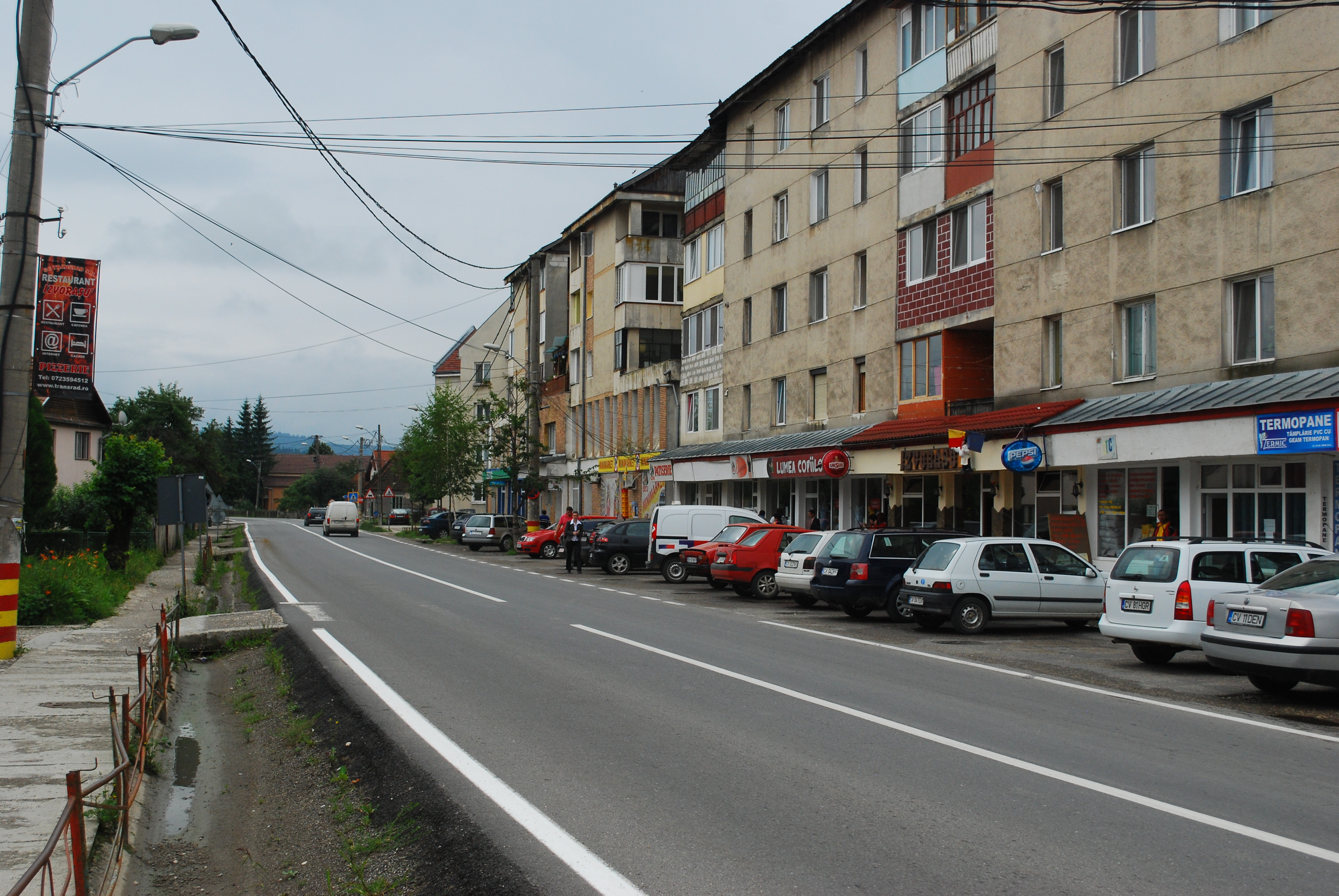
Un carrer de la ciutat
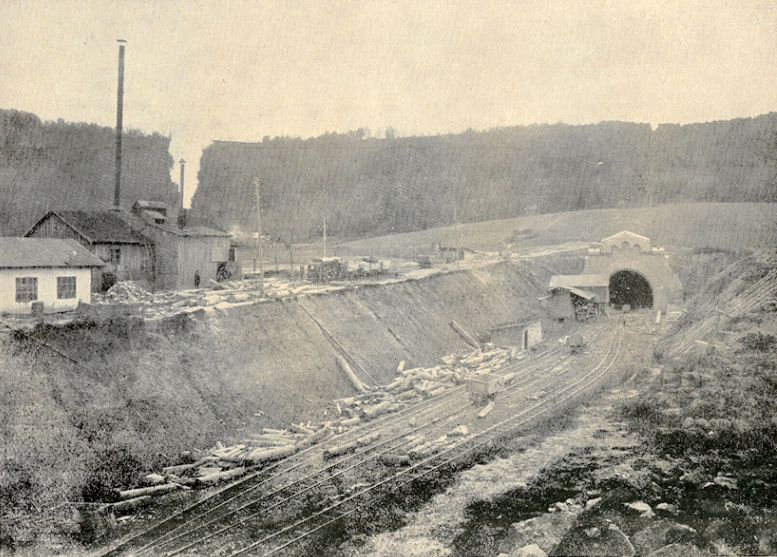
Construcció del túnel Teliu – Întorsura Buzăului,  1924